# 于勒 (匈牙利)
于勒是匈牙利的城鎮，位於該國中部，由佩斯州負責管轄，面積48.12平方公里，該地區自史前時代已有人類居住，2011年人口11,350，其中約一半居民信奉天主教。

## 外部連結
- Street map（页面存档备份，存于） （匈牙利文）